# Teodoro Pascal
Teodoro Pascal (Napoli, 5 agosto 1857 – Napoli, 26 settembre 1937) è stato un chimico e zoologo italiano, di origini francesi, noto soprattutto per alcuni importanti trattati di avicoltura.

## Biografia
Teodoro Pascal, figlio del fiorentino di origini francesi Cesare Pascal (Firenze, 1825 – Ischia, 1883), fabbricante di seterie direttore della Real Fabbrica della seta di San Leucio, e della milanese Paolina Tadiglieri, nacque a Napoli ma studiò a Zurigo al Politecnico Federale dove si laureò in chimica nel 1878.
Tornato in Italia, Teodoro Pascal si trasferì a San Leucio per lavorare alla tecnica della tintura della seta per conto del Regio Setificio. In merito ai suoi studi serici, scrisse nel 1892 un importante saggio pubblicato dalla casa editrice Hoepli di Milano. Parallelamente all'attività nel setificio, Pascal sviluppò un'intensa attività di studioso avicolo, con centinaia di articoli pubblicati sulle più importanti riviste del settore, tanto da esserne ritenuto uno dei pionieri in Italia.
Sposò Chiara Frassi dei conti Antonelli di Como, nata nel 1854 e morta a Napoli nel 1923, dalla quale ebbe due figli: Cesare e Maria.

## Opere
- Tintura della seta: studio chimico-tecnico, Ulrico Hoepli, Milano 1892
- Manuale teorico-pratico d'avicultura, Battiato, Catania 1904
- Le razze della gallina domestica, Roux e Viarengo, Torino 1905
- Importanza e risultati degli incrociamenti in avicoltura, Battiato, Catania 1910
- Il Mendelismo in rapporto all'avicoltura, F. Battiato, Catania 1911
- Manuale di pollicoltura, Catania 1921